# Franz Theodor Doflein
Franz John Theodor Doflein (* 5. April 1873 in Paris; † 24. August 1924 in Obernigk, Schlesien) war ein deutscher Zoologe. Neben seinem Hauptarbeitsgebiet, der Protozoenkunde, beschäftigte er sich mit systematischer Zoologie und funktioneller Ökologie der Tiere.

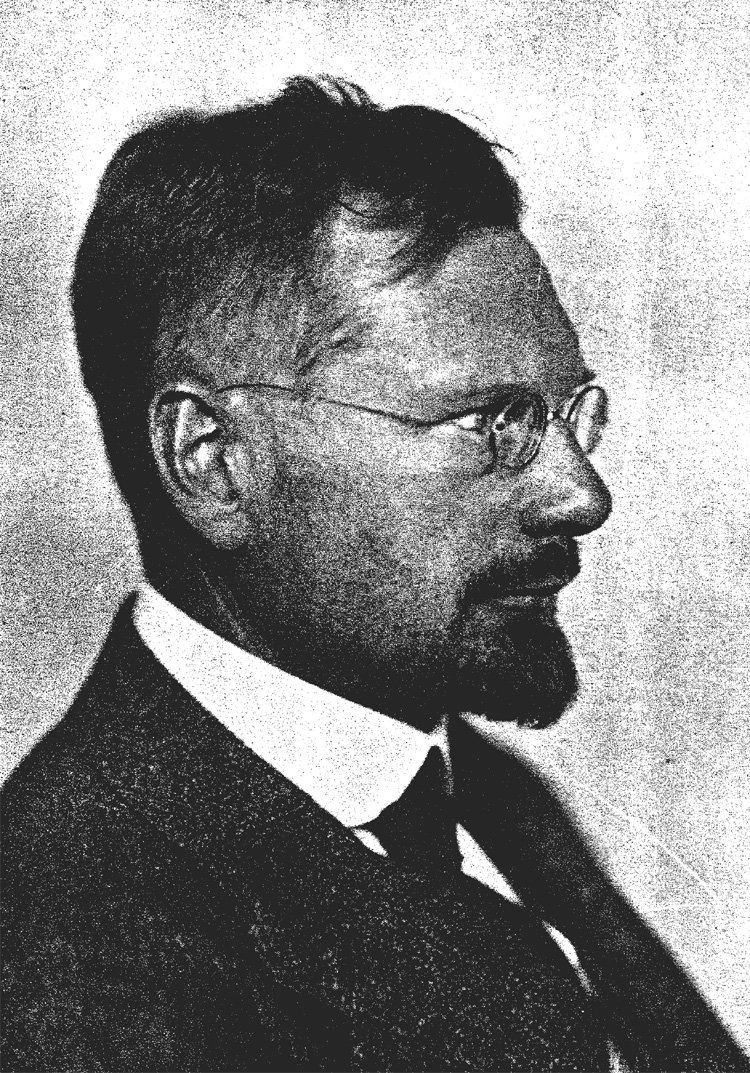
Franz Doflein (1873–1924) aus Hesse 1924

## Leben
Franz Doflein studierte Naturwissenschaften in München und Straßburg von 1893 bis 1898, wobei er nachhaltig von Ludwig Döderlein beeinflusst wurde. Während seines Studiums wurde er Mitglied des AGV München im Sondershäuser Verband. Von 1901 an war er an der königlich bayerischen Zoologischen Staatssammlung München beschäftigt, die er ab 1902 unter dem Institutsvorstand Richard Hertwig leitete. Im Jahr 1906 wurde er zum Mitglied der Leopoldina gewählt. 1912 wurde er Nachfolger von August Weismann am Lehrstuhl für Zoologie an der Universität Freiburg im Breisgau und schließlich 1918 Nachfolger von Willy Kükenthal in Breslau. Sein Assistent Otto Koehler wurde zu einem der Begründer der Ethologie in Deutschland. Doflein unternahm mehrere ausgedehnte Forschungsreisen (Mittelamerika, USA: 1898; China, Japan, Ceylon: 1904–1905; Makedonien: 1917–1918). Nachhaltig bedeutsam ist unter anderem das Ergebnis seiner Sammeltätigkeit in Japan (1904), von wo er vor allem aus der Sagami-Bucht reichhaltiges Material von Meerestieren nach München zurückbrachte.
Doflein hielt seit 1918 in Breslau zwei Hauptvorlesungen in Allgemeiner Zoologie und Vergleichender Anatomie, die sehr gut besucht wurden. Er bekam jedoch in den folgenden Jahren zunehmend Sprechblockaden. In einer Tierpsychologischen Vorlesung im Jahre 1923 brach er mitten im Satz ab und verließ den Hörsaal. Er trat infolge einer Erkrankung in den Ruhestand und starb ein Jahr später.

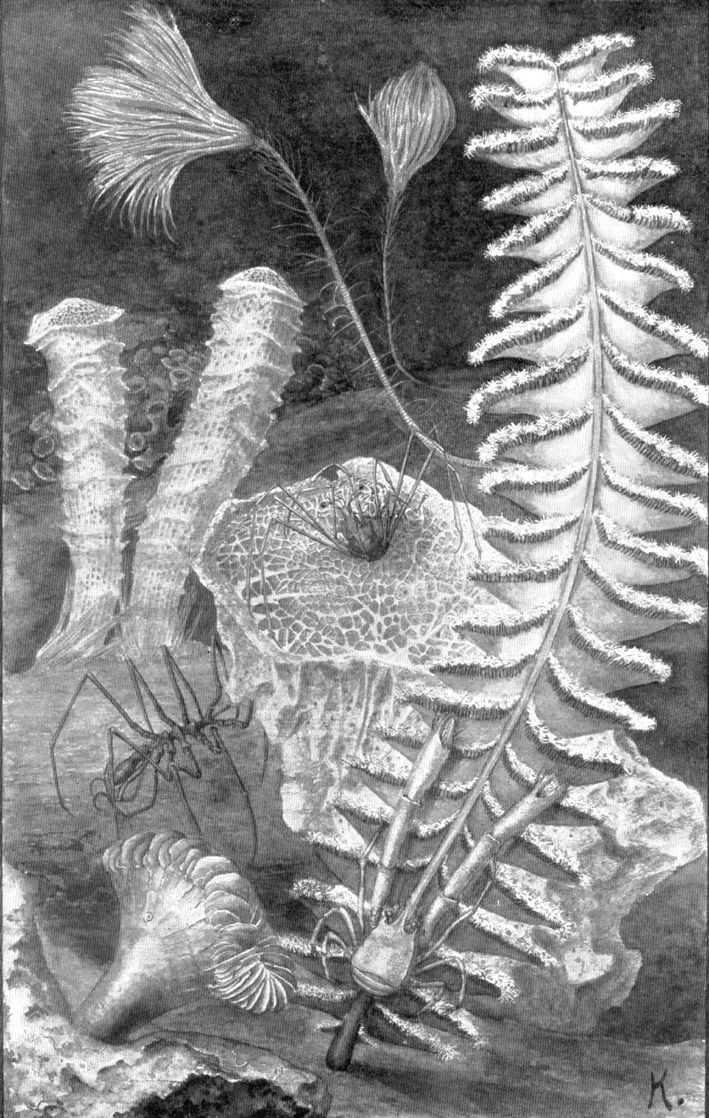
Rekonstruktion der ökologischen Faunengemeinschaft am Grund der Sagami-Bucht aus Doflein (1914)

Sein Lehrbuch der Protozoenkunde war das erste umfangreiche zusammenfassende Lehrbuch auf diesem Gebiet. Im zweiten Band von Tierbau und Tierleben (herausgegeben zusammen mit Richard Hesse) bezog er den Menschen in Betrachtungen über ökologische Zusammenhänge mit ein. Seine Reisebeschreibungen Ostasienfahrt (1906) oder Mazedonie (1921) enthalten neben eigenen Aquarellen, Zeichnungen und Fotografien sowohl biologisch bzw. zoologisch als auch zeitgeschichtlich interessante Informationen zu Land und Leuten.

## Schriften und Werke
- Lehrbuch der Protozoenkunde – eine Darstellung der Naturgeschichte der Protozoen mit besonderer Berücksichtigung der parasitischen und pathogenen Formen. Fischer, Jena 1906.
- mit Richard Hesse: Tierbau und Tierleben in ihrem Zusammenhang betrachtet. 2 Bände. B. G. Teubner, Berlin/Leipzig 1914. (2., überarbeitete Auflage 1935/44)
- Der Ameisenlöwe – eine biologische, tierpsychologische und reflexbiologische Untersuchung. Fischer, Jena 1916.
- Von den Antillen zum Fernen Westen. Reiseskizzen eines Naturforschers. Jena 1900.
- Ostasienfahrt – Erlebnisse und Beobachtungen eines Naturforschers in China, Japan und Ceylon. Teubner, Leipzig/Berlin 1906. (E-Text von BioLib.de)
- Mazedonien – Erlebnisse und Beobachtungen eines Naturforschers im Gefolge des deutschen Heeres. Fischer, Jena 1921.